# Mihai Rohozneanu
Dan-Mihai ROHOZNEANU (n. 17 septembrie 1984, Suceava, România) este un handbalist român, triplu câștigător al Challenge Cup (2007, 2008, 2009) cu UCM Reșița și dublu câștigător al Cupei României cu echipa UCM Reșița (2010) și HC Dobrogea Sud (2018). 
A mai jucat la AMBRO Suceava (2001-2003), Fibrex Nylon Săvinești (2003-2004), HC Constanța/Dobrogea Sud (2017-2018), CSM Reșița (2018-2019).
Din octombrie 2019 activează la AHC Potaissa Turda pe postul de coordonator, unde, la sfârșitul sezonului 2020-2021, a obținut medalia de argint (locul II în Liga Zimbrilor).
Din 2018 coordonează, alături de Aihan Omer, lotul național masculin de handbal pe plajă, care a reprezentat România la Campionatul European de handbal pe plajă 2019 (seniori), din Polonia, clasându-se pe locul 13 din 20 de state participante. În 2021, în Bulgaria, echipa masculină de handbal pe plajă a României a ocupat locul 17.
Din 2021 este coordonatorul lotului național masculin de handbal pe plajă – juniori (-17 ani). La Campionatul European 2021 din Bulgaria a ocupat locul 12.
La Masters Handball World Cup, ediția 2021 (9-12 septembrie), categoria 35+, competiție desfășurată la Omis, Croația, a obținut medalia de aur cu echipa Handbal Club Bucovina și titlul de cel mai bun jucător al competiției.
Cadru didactic universitar: asistent (2012-2014), lector (2014-prezent) la Universitatea „Eftimie Murgu” din Reșița. Din octombrie 2020, Centrul Universitar UBB din Reșița.
Profesor de educație fizică și sport la Liceul Teoretic „Traian Vuia” din Reșița (2007-2012)
Studii:
2003-2007: Licențiat în Educație Fizică și Sport (Universitatea „Ștefan cel Mare” din Suceava)
2007-2009: Masterat – Management și Impresariat Sportiv (Universitatea de Vest „Vasile Goldiș” din Arad – Facultatea de Educație Fizică și Sport)
2014: Doctor al Universității din Pitești – Facultatea de Educație Fizică și Sport 
Performanțe:
-         selecționat în loturile naționale de juniori, tineret și seniori, obținând calificări la Campionatul European (Letonia 2004) și mondial (Croația 2009, Ungaria 2005)
-         În activitatea de profesor/antrenor (alături de prof. Lucia Moruț) :
·        trei titluri de vicecampion național cu echipa de juniori I și juniori III a Liceului „Traian Vuia” din Reșița în campionatul rezervat cluburilor sportive; 
·        două titluri de campion național în cadrul competiției rezervate liceelor.
Este membru în Consiliul Științei Sportului din România.
Distincții:
Maestru emerit al sportului 2007.